# Szekszárdi bencés apátság
A szekszárdi apátság egy bencés kolostor volt, amelyet 1061-ben alapított I. Béla a királyi család sírja számára Szekszárdon, az akkori  Magyar Királyság területén.  Jézusnak szentelték. 